# Huerta de Rey
Huerta de Rey è un comune spagnolo di 937 abitanti situato nella comunità autonoma di Castiglia e León.